# Зард-Банд (Мазендеран)
Зард-Банд (перс. زردبند) — село в Ірані, у дегестані Челав, у Центральному бахші, шагрестані Амоль остану Мазендеран. У переписі 2006 року вказане як окремий населений пункт, але без відомостей про чисельність населення.

## Клімат
Середня річна температура становить 14,35 °C, середня максимальна – 28,54 °C, а середня мінімальна – -0,61 °C. Середня річна кількість опадів – 432 мм.
| Клімат поселення                              | Клімат поселення | Клімат поселення | Клімат поселення | Клімат поселення | Клімат поселення | Клімат поселення | Клімат поселення | Клімат поселення | Клімат поселення | Клімат поселення | Клімат поселення | Клімат поселення | Клімат поселення |
| Показник                                      | Січ.             | Лют.             | Бер.             | Квіт.            | Трав.            | Черв.            | Лип.             | Серп.            | Вер.             | Жовт.            | Лист.            | Груд.            |                  |
| Середній максимум, °C                         | 8,00             | 9,22             | 12,29            | 18,20            | 21,85            | 25,99            | 28,54            | 28,50            | 25,68            | 21,26            | 15,62            | 10,35            |                  |
| Середня температура, °C                       | 3,70             | 4,91             | 7,96             | 13,88            | 17,53            | 21,69            | 23,94            | 23,92            | 21,11            | 16,68            | 11,04            | 5,79             |                  |
| Середній мінімум, °C                          | −0,61            | 0,59             | 3,67             | 9,58             | 13,22            | 17,38            | 19,38            | 19,34            | 16,53            | 12,11            | 6,46             | 1,21             |                  |
| Норма опадів, мм                              | 52               | 43               | 46               | 29               | 25               | 16               | 11               | 17               | 29               | 60               | 53               | 51               |                  |
| Середньомісячна швидкість вітру, м/с          | 1.70             | 2.34             | 3.09             | 2.81             | 2.31             | 1.91             | 1.92             | 1.93             | 1.89             | 1.84             | 1.89             | 1.71             |                  |
| Середньомісячна сонячна радіація, кДж/м²·день | 8891             | 11341            | 13694            | 16836            | 20362            | 22620            | 22037            | 20196            | 17433            | 13422            | 10454            | 8407             |                  |
| --------------------------------------------- | ---------------- | ---------------- | ---------------- | ---------------- | ---------------- | ---------------- | ---------------- | ---------------- | ---------------- | ---------------- | ---------------- | ---------------- | ---------------- |
| Джерело:                                      |                  |                  |                  |                  |                  |                  |                  |                  |                  |                  |                  |                  |                  |